# نيكولاس بيليجي
نيكولاس بيليجي (بالإنجليزية: Nicholas Pileggi)‏ هو كاتب ومنتج أفلام وكاتب سيناريو وصحفي أمريكي، ولد في 22 فبراير 1933 في نيويورك في الولايات المتحدة. كان موسيقيًا يعزف على آلة الترومبون في أوركسترا السينما للأفلام الصامتة، وفي الخمسينيات من القرن الماضي، عمل كصحفي في مجلة Associated Press ومجلة نيويورك، وتخصص في تغطية الجرائم لأكثر من ثلاثة عقود.

## وصلات خارجية
- نيكولاس بيليجي على موقع IMDb (الإنجليزية)
- نيكولاس بيليجي على موقع الموسوعة البريطانية (الإنجليزية)
- نيكولاس بيليجي على موقع ألو سيني (الفرنسية)
- نيكولاس بيليجي على موقع أول موفي (الإنجليزية)
- نيكولاس بيليجي على موقع قاعدة بيانات الأفلام السويدية (السويدية)
- نيكولاس بيليجي على موقع إن إن دي بي (الإنجليزية)
- نيكولاس بيليجي على موقع قاعدة بيانات الفيلم (الإنجليزية)
- نيكولاس بيليجي على موقع كينوبويسك (الروسية)